# Канакер
Канаке́р (арм. Քանաքեռ) (или Канакиры) — бывшее армянское село, вошедшее в состав Еревана. Ныне является частью района Канакер-Зейтун. Расположено на севере города на реке Раздан.
Согласно «Гeогpaфичeско-стaтистичecкому cлoваpю Рoссийcкой Импepии» село было основано в XI веке. По данным Большой советской энциклопедии, Канакер был основан в XV—XVI веках. Он официально вошёл в состав Еревана 17 апреля 1933 года, однако вплоть до 1961 года имел статус отдельного поселка городского типа и являлся центром Котайкского района.

## История
Канакер имеет длинную историю. Происхождение названия села до конца не выяснено. Гевонд Алишан предполагал, что оно связано с легендой, согласно которой село основали сын Ноя Хам (по-армянски — Кам) и его сестра (по-армянски — куйр или кер), а село изначально назвалось Камакер. Согласно более похожей на истину гипотезы О. Шаххатуняна, по преданию село основал некий ишхан Канан, у которого была красавица сестра, поэтому село получило название Кананакуйр или Кананакер.
На древность названия Канан указывает наличие в Армении множества схожих географических названий. Вероятно, он может быть связан с топонимом Канаан в Палестине. Частица «кер», которую исследователи часто связывают со словом «куйр» (сестра), может быть вариантом слова «кар» (камень, крепость) или «керт» (возведённый), которое достаточно распространено в армянских географических названиях. Таким образом, первоначально село могло носить название Кананкар или Кананкерт, то есть «возведённое Кананом укрепление» или «основанное Кананом село». Не исключена также связь с названием травы «канкар».
В северо-восточной части села были найдены остатки стен из гладко тёсаных камней. Согласно предположению М. Смбатянца, это бывший дворец ишхана Канана. В южной части Канакера ранее находилось кладбище, от которого остался только один хачкар с надписью 1265 года, называемый хачкаром Патевана. Сейчас этот хачкар можно увидеть на левой стороне улицы Закариа Канакерци неподалёку от перекрёстка с улицей Фанарджяна. На противоположной стороне улицы у пересечения с улицей Асратяна находится родник-памятник XIX века. В наши дни рядом с ним был открыт памятник героям Первой карабахской войны. Ныне действующее Канакерское кладбище является более поздним.
В Канакере есть два храма XVII века, принадлежащих Армянской апостольской церкви: церковь Сурб Акоб Мцбнеци и церковь Сурб Аствацацин. Кроме этого в поселении присутствовала часовня XV века во имя распятия Христа, куда в свое время собиралось множество армянских паломников. Близ селения также имелся старинный мост. Есть в Канакере и храм Покрова Пресвятой Богородицы, относящийся к Русской православной церкви. Он был построен в 1913—1916 годах из оранжевого туфа для расквартированного здесь 1-го Полтавского полка Кубанского казачьего войска.
В 1627 году в Канарере родился армянский историк Захария Саркаваг, также известный как Захария Канакерци. Он подробно описал затронувшее Канакер землетрясение 1679 года, от которого погибли 1228 человек. В Канакере также родился армянский писатель Хачатур Абовян. Сейчас в селе открыт его дом-музей (между 2-й и 5-й улицами Канакера).
В конце XIX века село Канакер (Канакир) входило в состав Эриванской губернии Эриванского уезда, являлось центром Канакирского сельского правления. По данным «Гeогpaфичeско-стaтистичecкого cлoваpя Рoссийcкой Импepии» на 1865 год, в селе проживало 727 человек. По сведениям переписи населения 1897 года, в селе проживало 1827 человек (1175 мужчин и 652 женщины). Из них 1626 человек были верующими Армянской апостольской церкви, а 169 — Русской православной церкви.
В 1920—1930 годах в селе была построена крупная гидроэлектростанция (Канакерская ГЭС), алюминиевый завод, комбинат шампанских вин, лимонадный завод, обувная и черепичная фабрики. 1 октября 1938 года Канакер получил статус посёлка городского типа. По сведениям 1952 года, в Канакере было 2 средние школы (армянская и русская), школа-семилетка, дом культуры, дом пионеров, 2 кинотеатра, дом-музей X. Абовяна.

## Предприятия
В настоящее время Канакере имеется ряд крупных научных и медицинских центров и заводов: Вычислительный центр Академии наук Республики Армения, Хирургический центр им. Микаеляна, Национальный онкологический центр им. Фанарджяна, Противотуберкулёзный диспансер, Протезно-ортопедический центр и центр по реабилитации «Артмед», Ереванский завод шампанских вин. Действует железнодорожная станция Канакер.

## Галерея

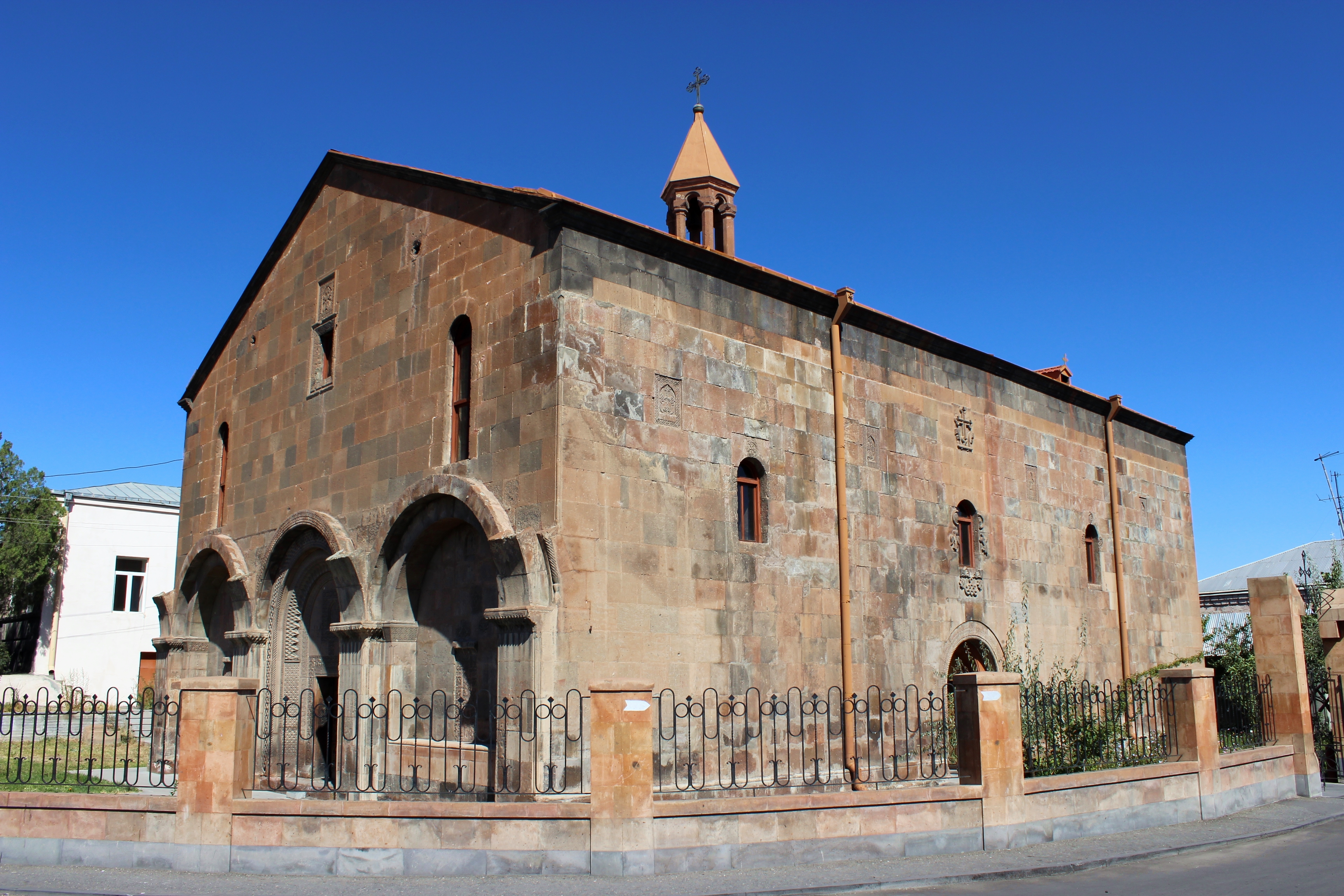
церковь Сурб Акоб Мцбнеци
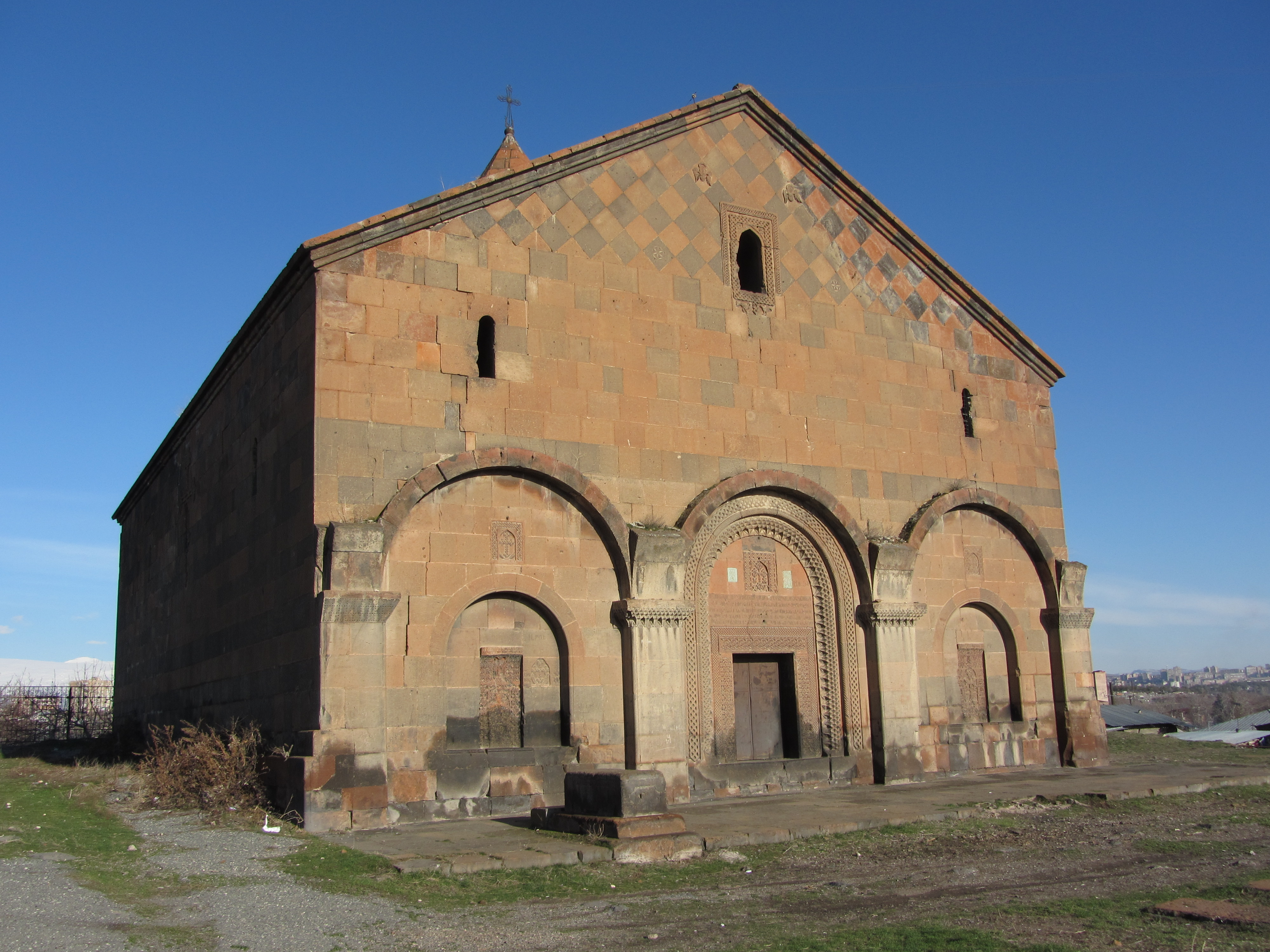
церковь Сурб Аствацацин
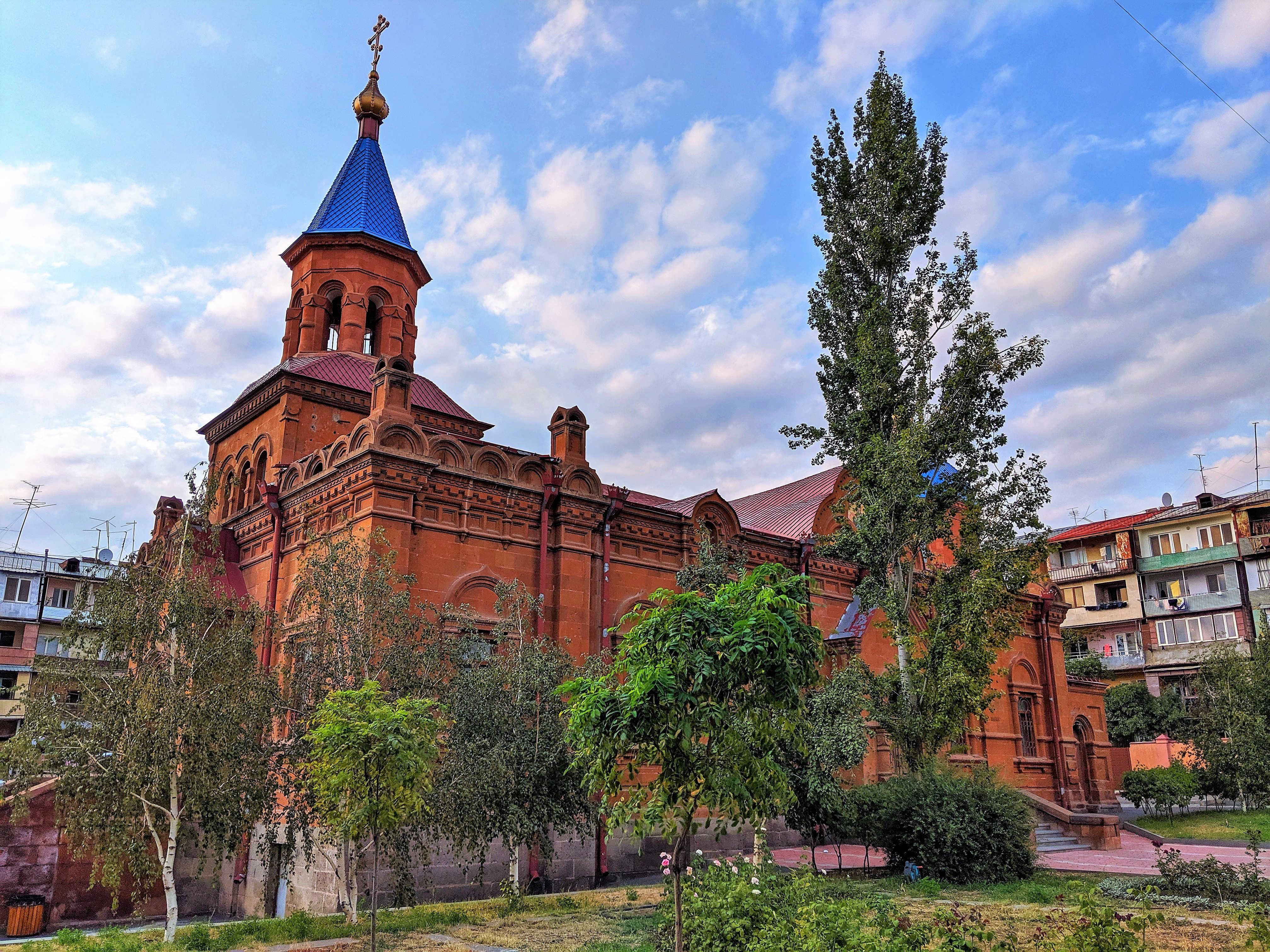
храм Покрова Пресвятой Богородицы
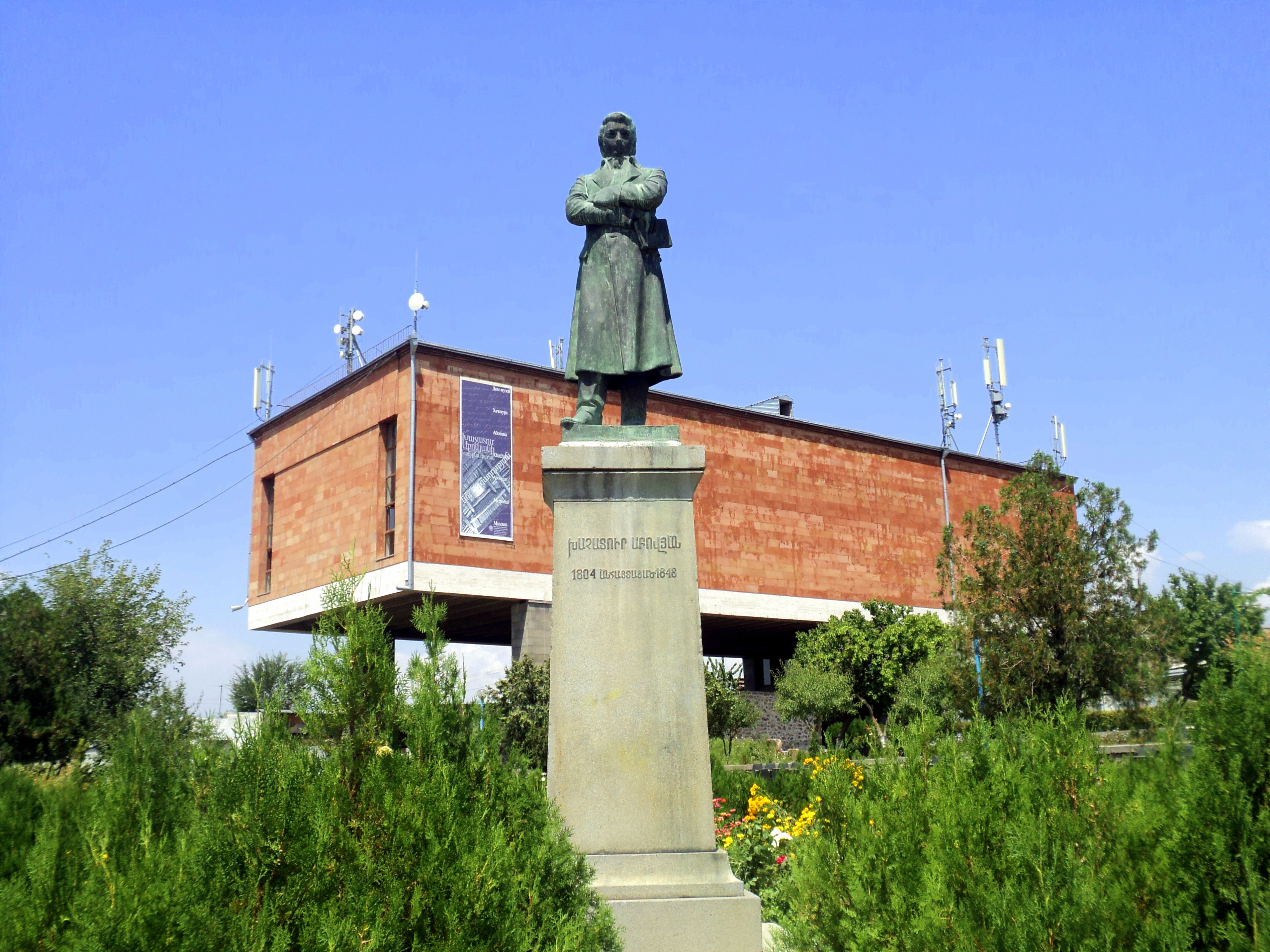
памятник Хачатуру Абовяну и его дом-музей
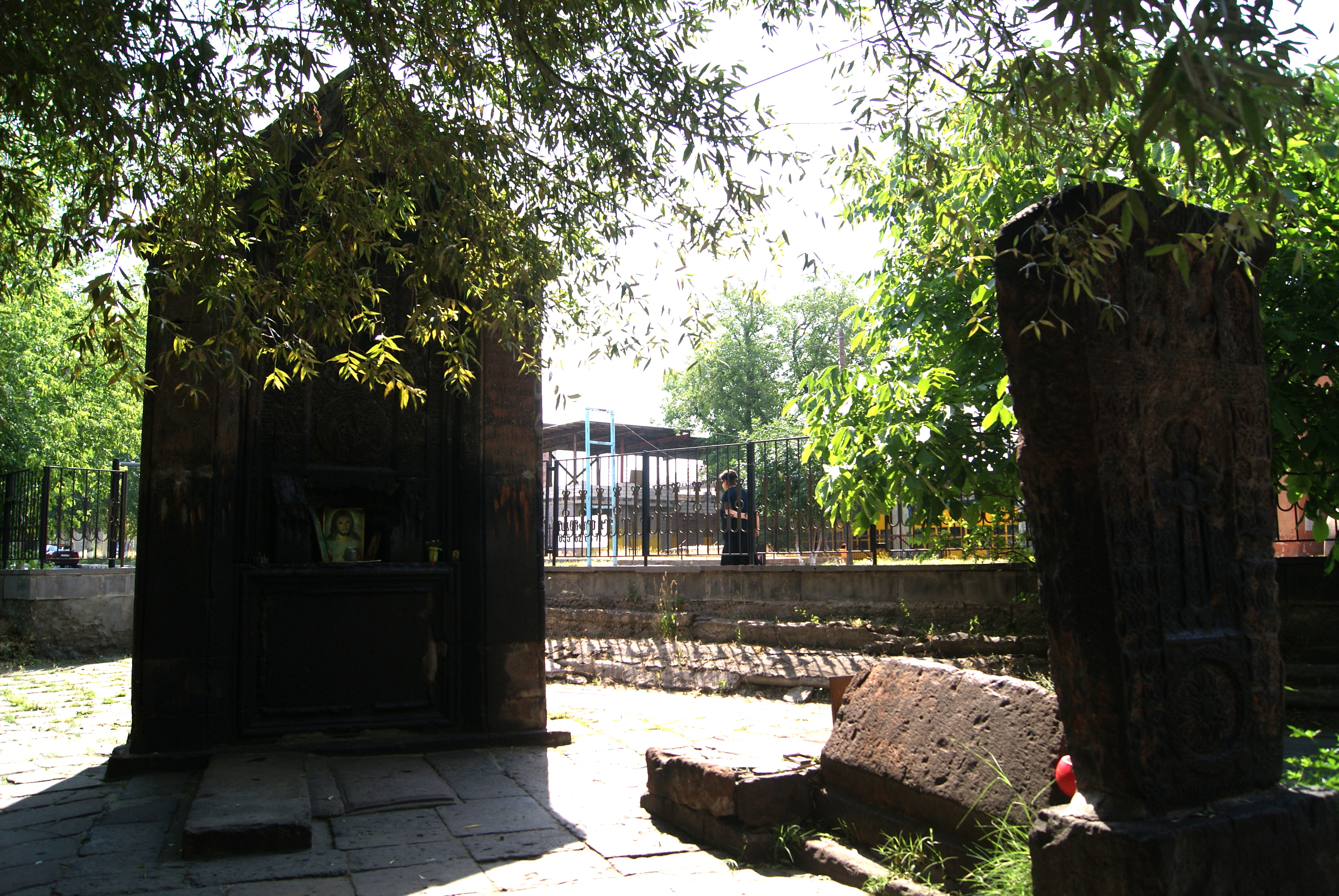
хачкар Патевана